# Iolana arjanica
Iolana arjanica är en fjärilsart som beskrevs av Rose 1979. Iolana arjanica ingår i släktet Iolana och familjen juvelvingar. Inga underarter finns listade i Catalogue of Life.